# 霍尔诺-瓦德尔斯多夫
霍尔诺-瓦德尔斯多夫是德国勃兰登堡州的一个市镇。总面积21.24平方公里，总人口605人，其中男性307人，女性298人（2011年12月31日），人口密度28人/平方公里。